# Механічний апельсин
«Механі́чний апельси́н» (англ. «A Clockwork Orange») — культовий роман Ентоні Берджеса, опублікований в 1962 році. Дія книги відбувається в близькому майбутньому на території Англії. Англійське суспільство страждає через молодіжну субкультуру надзвичайної жорстокості. Події в романі представлені з точки зору головного героя роману підлітка Алекса.
У 2005 році журналом «Тайм» «Механічний апельсин» було включено до списку 100 найкращих англомовних романів, написаних після 1923 року.

## Зміст
Алекс — підліток, який живе в антиутопічній Англії майбутнього. Він є лідером банди, яка намагається підірвати існуючі порядки. Вона складається з чотирьох людей:
- Алекс — шістнадцятирічний випускник виправної колонії, який попри насильницькі нахили захоплюється класичною музикою. Він живе з батьками, які не знають про його нічне життя;
- Дін — недалекий хлопчина, який у бійці вартий трьох;
- Джордж — амбіційний молодик, який претендує на роль лідера;
- Піт — член банди, який іще не визначився в житті.

Вони тусуються в барі «Корова», де п'ють «молочні коктейлі». Сюжет зав'язується навколо рішення піти на «велике діло» — пограбувати будинок старої леді й зірвати банк. Під час пограбування Алекса затримує поліція та, як наслідок, його засуджено до тюремного ув'язнення. Через два роки він потрапляє під державну експериментальну програму, після якої його випускають на волю. Він більше не спроможний чинити насильство. На волі Алекса очікують кардинальні зміни: у батьківському домі на нього ніхто не чекає, колишні «друзяки» стали поліціянтами й навіть вчинити самогубство він не спроможний. Його життя змінює не лікування в тюрмі, а приклад Піта, який знайшов своє щастя — створив сім'ю.

## Критика
Механічний апельсин отримав змішані відгуки. У Sunday Telegraph був опублікований в цілому позитивний відгук, в якому книга була описана як «розважальна… навіть глибока». Критик Кінгслі Еміс з газети «Обзервер» у своїй рецензії визнав роман «веселим жахом», написавши «Містер Берджес створив чудовий роман, який, між іншим, наводить на думку про насильство серед неповнолітніх, якого я не зустрічав раніше». З іншого боку рецензент «Санді таймс» розцінив роман як «надзвичайно банальну, жорстоку і психологічно непереконливу історію». Впливова британська газета Times також дала негативну оцінку, назвавши книгу «дещо незграбним експериментом із науковою фантастикою з незграбними кліше про злочинність неповнолітніх». Насильство було піддано критиці як «непереконливе в деталях».

## Відзнаки
Найавторитетнішим шотландським критиком-фантастикознавцем Дейвідом Прінґлом роман включено до переліку 100 найкращих англомовних науково-фантастичних романів за період з 1949 по 1984 рік.

## Український переклад та дослідження
Українською мовою роман переклав Олександр Буценко. Переклад вперше опубліковано в журналі «Всесвіт»
- Берджес, Ентоні (1990). Механічний апельсин. Переклад з англ.: Олександр Буценко. Київ: Всесвіт (журнал), № 5 за 1990. 2–72 стор. {{cite book}}: стрип-маркер templatestyles в |інші= на позиції 12 (довідка)
- Берджес, Ентоні (2003). Механічний апельсин. Переклад з англ.: Олександр Буценко. Львів: Кальварія. 174 стор. ISBN 966-663-104-0. {{cite book}}: стрип-маркер templatestyles в |інші= на позиції 12 (довідка)
- Берджес, Ентоні (2017). Механічний апельсин. Переклад з англ.: Олександр Буценко. Київ: Рідна мова. 192 стор. ISBN 966-663-104-0. {{cite book}}: стрип-маркер templatestyles в |інші= на позиції 12 (довідка)

Український переклад роману вивчав тлумач Олексій Дейкун, що опублікував статті про особливості відтворення авторської картини світу, «надсат» у перекладі українською, а також дослідив переклад синекдох, епітетів та порівнянь цього твору.